# Голямо червено петно
Голямото червено петно е буря на повърхността на Юпитер, разположена на 22° южно от екватора. Размерите на тази буря са 24 – 40 000 km в посока изток-запад и около 13 000 север-юг или приблизително 2 пъти колкото Земята. Тези размери го правят достатъчно голямо, за да може да бъде наблюдавано от Земята с телескоп.
Счита се, че ранните наблюдения в периода 1665 – 1713 г. са направени именно върху тази буря, и ако това е вярно, то следва че тя съществува най-малко от 360 години.

## История на наблюденията
Голямото червено петно вероятно е съществувало и преди 1665 г., но сегашното петно е наблюдавано със сигурност след 1830 г. и е изследвано едва след 1879 г. Възможно е бурята, която хората са наблюдавали през 17 век, да е била различна от тази, която виждаме днес. Дълга празнина разделя откриването му през 17 век и съвременното му изучаване след 1830 г. Дали първоначалното петно се е разсеяло и после възобновило, дали е избледняло и дали записите на наблюденията са били оскъдни са все неизвестни.
Първото наблюдение на петното често се приписва на Робърт Хук, който описва петно на Юпитер през май 1664 г. Обаче, вероятно е петното, открито от него, да е било в друга част на планетата (северната, а не южната). Далеч по-убедително е описанието на Джовани Касини относно „постоянно петно“, което той излага през 1665 г. С колебания във видимостта, петното на Касини е наблюдавано от 1665 до 1713 г. Въпреки това, 118-годишната празнина между наблюденията прави идентичността на двете петна неубедителна, а по-късата история и по-бавното движение на старото петно, в сравнение със съвременното, правят отъждествяването им дори слабо вероятно.
Малка мистерия обвива петното, изобразено върху платно от 1711 г. на Донато Крети, изложено във Ватикана. Това е първата картина на петното, която го изобразява като червено, макар дотогава то да не е било описвано като такова.
Към началото на 2004 г. Голямото червено петно достига приблизително половината от надлъжния си размер, който има преди век. С настоящата скорост на смаляване, то ще стане кръгло към 2040 г. Не е ясно колко дълго ще просъществува петното или дали промяната е резултат от нормални колебания.
По-малко петно се образува близо до голямото през март 2000 г. чрез сливане на три бели овала. Астрономите го наричат Малкото червено петно. Към 2006 г. наблюденията сочат, че двете петна се доближават едно към друго.

### Изследване
На 25 февруари 1979 г., когато Вояджър 1 се намира на 9,2 милиона километра от Юпитер, той предава първото подробно изображение на Голямото червено петно към Земята. Детайли с диаметър 160 km са видими. Цветните и вълнисти области на запад от петното представляват регион с изключително сложно и променливо движение.
Сондата Юнона, която навлиза в полярна орбита около Юпитер през 2016 г., прелетява над Голямото червено петно на 11 юли 2017 г., заснемайки няколко снимки на бурята от разстояние около 8000 km над повърхността ѝ.

## Структура
Голямото червено петно на Юпитер се върти обратно на часовниковата стрелка с период от около 6 земни дни или 14 юпитерови дни. Диаметърът му е 16 350 km към 3 април 2017 г. или 1,3 пъти диаметъра на Земята. Облаците на тази буря са около 8 km над околните облаци.
Данните отдавна сочат, че Голямото червено петно е по-студено (следователно и на по-висока височина) от повечето други облаци на планетата. Горната атмосфера над бурята, обаче, има значително по-висока температура от останалата част на планетата. Звукови вълни, издигащи се от турбуленцията на бурята отдолу, са предложени като обяснение за нагряването на тази област.
Петното се поддържа от скромно източно струйно течение на юг и от много силно западно такова на север. Макар ветровете около ръба на бурята да се движат с до 432 km/h, теченията вътре в него са бавни, с много малко входящи и изходящи потоци. Периодът на въртене на петното намалява с времето, вероятно като пряка последица от постепенното намаляване на размера му.
Географската ширина на Голямото червено петно е стабилна от много години и обикновено варира не повече от градус. Географската му дължина, обаче, постоянно се мени.

## Цвят и състав
Все още не е известно точно какво придава червения цвят на петното. Хипотези, подкрепяни от лабораторни опити, предполагат, че цветът вероятно е породен от химични продукти, образувани от слънчевото ултравиолетово облъчване на амониев хидросулфид и ацетилен, при което вероятно се образуват сложни органични съединения, наричани толини. Голямата височина на съединения също може да играе роля в оцветяването им. Петното варира силно в оттенък, от почти тухлено червено до бледо сьомгово или дори бяло. В редки случаи дори се слива с околните цветове.

## Механична динамика
Няма окончателна теория относно причината за образуването или оцветяването на Голямото червено петно. Лабораторните проучвания изследват ефектите на космическите лъчи и ултравиолетовите лъчи от Слънцето върху химичния състав на юпитеровите облаци. Учените допускат, че бурята създава големи гравитационни вълни, както и звукови вълни, вследствие турбуленцията ѝ. Звуковите вълни пътуват във височина до 800 km над бурята, където се разпадат и се превръщат в топлина. Това създава област в атмосферата с температура от 1600 К, което е с няколкостотин K по-топло от останалата част от планетата на тази височина. Причината бурята да продължава да съществува в продължение на векове е, че планетата няма повърхност, която да породи триене, а само течно ядро от водород.